# Hapalomys delacouri
Il ratto marmosa minore (Hapalomys delacouri  Thomas, 1927) è un roditore della famiglia dei Muridi diffuso in Cina e Indocina.

## Descrizione

### Dimensioni
Roditore di piccole dimensioni, con la lunghezza della testa e del corpo tra 123 e 136 mm, la lunghezza della coda tra 135 e 170 mm, la lunghezza del piede tra 22 e 24 mm e la lunghezza delle orecchie tra 13 e 15 mm.

### Aspetto
La pelliccia è lunga e soffice. Il colore delle parti superiori è bruno-ocra. Le parti inferiori sono bianche. Le orecchie sono ricoperte di peli lunghi, le vibrisse sono molto lunghe. La coda è più lunga della testa e del corpo, è marrone chiaro alla base e più scura in punta, dove è presente un ciuffo di peli.

## Biologia

### Comportamento
È una specie arboricola ristretta ad habitat con presenza di bambù.

## Distribuzione e habitat
Questa specie è diffusa nelle province cinesi dello Yunnan meridionale, Guangxi, isola di Hainan e nel Laos settentrionale.
Vive in foreste tropicali umide montane e foreste secche tra 1.200 e 1.500 metri di altitudine. Appare sensibile all'alterazione del proprio habitat.

## Tassonomia
Sono state riconosciute 2 sottospecie:
- H.d.delacouri: Province cinesi dello Yunnan meridionale, Guangxi, Laos settentrionale;
- H.d.marmosa (G.M.Allen, 1927): Isola di Hainan.

## Conservazione
La IUCN Red List, considerato che probabilmente la popolazione è diminuita di più del 30% negli ultimi 10 anni, classifica H.delacouri come specie vulnerabile (VU).